# Said Hamulić
Said Hamulić (ur. 12 listopada 2000 w Leiderdorp) – bośniacki piłkarz występujący na pozycji napastnika w klubie Wolos NPS do którego jest wypożyczony z Toulouse FC  oraz w reprezentacji Bośni i Hercegowiny.

## Kariera klubowa

### Początki
Grę w piłkę nożną zaczął w wieku 8 lat w RCL Leiderdorp. Później przeniósł się do UVS Leiden. Jego kolejnym klubem był Alphense Boys, w którym występował do 2018 roku. W 2019 roku przez 6 miesięcy reprezentował barwy Go Ahead Eagles, a w latach 2020–2021 był zawodnikiem Quick Boys.

### DFK Dainava
20 lutego 2021 trafił na Litwę, gdzie podpisał kontrakt z DFK Dainava. W tym zespole zadebiutował 6 marca 2021 w meczu przeciwko Nevėžis Kiejdany (0:2 dla rywali Dainavy). Hamulić zagrał całe spotkanie. Pierwszą asystę zaliczył 20 kwietnia 2021 w spotkaniu przeciwko Sūduvie Mariampol (3:1 dla zespołu z Mariampolu). Asystował przy bramce Cyrille Tchamby w 74. minucie. Pierwszego gola strzelił 30 kwietnia 2021 w meczu przeciwko FK Žalgiris Wilno (5:1 dla stołecznego klubu). Jedynego gola dla swojego zespołu strzelił w 77. minucie. Łącznie w tym klubie zagrał 36 meczów, w których strzelił 16 goli i miał 2 asysty.

### Botew Płowdiw II
25 lutego 2022 został wypożyczony do Botewu Płowdiw II. W tym klubie zadebiutował 6 marca 2022 w meczu przeciwko Septemwri Simitli (1:1). Zagrał całą pierwszą połowę. To był jego jedyny występ w Bułgarii.

### Sūduva Mariampol
17 marca 2022 został wypożyczony do Sūduvy Mariampol. W tym zespole zadebiutował 2 dni później w meczu przeciwko FK Kauno Žalgiris (1:1). Wszedł na boisko w 76. minucie, zastąpił Simonasa Ubrysa. Pierwszego gola strzelił 24 kwietnia 2022 w meczu przeciwko FK Jonava (2:0). Do siatki trafił w 95. minucie. Łącznie zagrał 13 spotkań, w których strzelił 6 bramek.

### Stal Mielec
12 lipca 2022 został graczem Stali Mielec. W Ekstraklasie zadebiutował 16 lipca 2022 w meczu przeciwko Lechowi Poznań (0:2 dla Stali). Wszedł na boisko w 65. minucie, zastępując Mikołaja Lebedyńskiego. Pierwszego gola strzelił 9 dni później w spotkaniu przeciwko Radomiakowi Radom (1:1). Do siatki trafił w 70. minucie. Pierwszą asystę zaliczył 31 lipca 2022 w meczu przeciwko Rakowowi Częstochowa (2:3), pomagając w zdobyciu gola Arkadiuszowi Kasperkiewiczowi w 85. minucie. Dla Stali zagrał w 17. spotkaniach, zdobywając dziewięć bramek. W momencie odejścia z klubu był współliderem klasyfikacji strzelców sezonu 2022/23.

### Toulouse FC
24 stycznia 2023 przeszedł ze Stali Mielec do francuskiego klubu Toulouse FC. 14 maja 2023 Hamulić był jednym z piłkarzy, który odmówił wystąpienia w meczu Ligue 1 przeciwko FC Nantes, który był częścią ogólnokrajowej kampanii przeciwko homofobii, a stroje drużyny zawierały tęczową dekorację. W sezonie 2022/23 wystąpił w 6 ligowych meczach – w wymiarze 100 minut – i wywalczył Puchar Francji.

### Lokomotiw Moskwa
W styczniu 2024 roku został wypożyczony do rosyjskiego klubu Lokomotiw Moskwa na resztę sezonu.

### Widzew Łódź
24 lipca 2024 został wypożyczony z Toulouse FC do Widzewa Łódź na jeden sezon z opcją transferu definitywnego. W sezonie 2024/25 rozegrał łącznie 13 meczów strzelając 1 bramkę i notując 3 asysty. Media donosiły o problemach dyscyplinarnych piłkarza. Po zakończeniu sezonu opuścił klub.

### Wolos NPS
31 lipca 2025 został wypożyczony do do greckiego ekstraklasowego Wolos NPS..

## Kariera reprezentacyjna
W marcu 2023 roku oznajmił, że nie zamierza występować w reprezentacji Bośni i Hercegowiny, tylko reprezentować Holandię, gdyż Faruk Hadžibegić pomija go przy powołaniach. W czerwcu 2023 roku przyjął od Hadžibegicia powołanie do drużyny narodowej na mecze eliminacji Mistrzostw Europy 2024 z Portugalią i Luksemburgiem. Zadebiutował 17 czerwca w spotkaniu z Portugalią w Lizbonie (0:3), w którym wszedł na boisko w 71. minucie.

## Sukcesy

### Zespołowe
Toulouse FC
- Puchar Francji: 2022/23

### Indywidualne
- jedenastka sezonu A lygi: 2021[31]